# Conselho de Segurança Nacional (Estados Unidos)

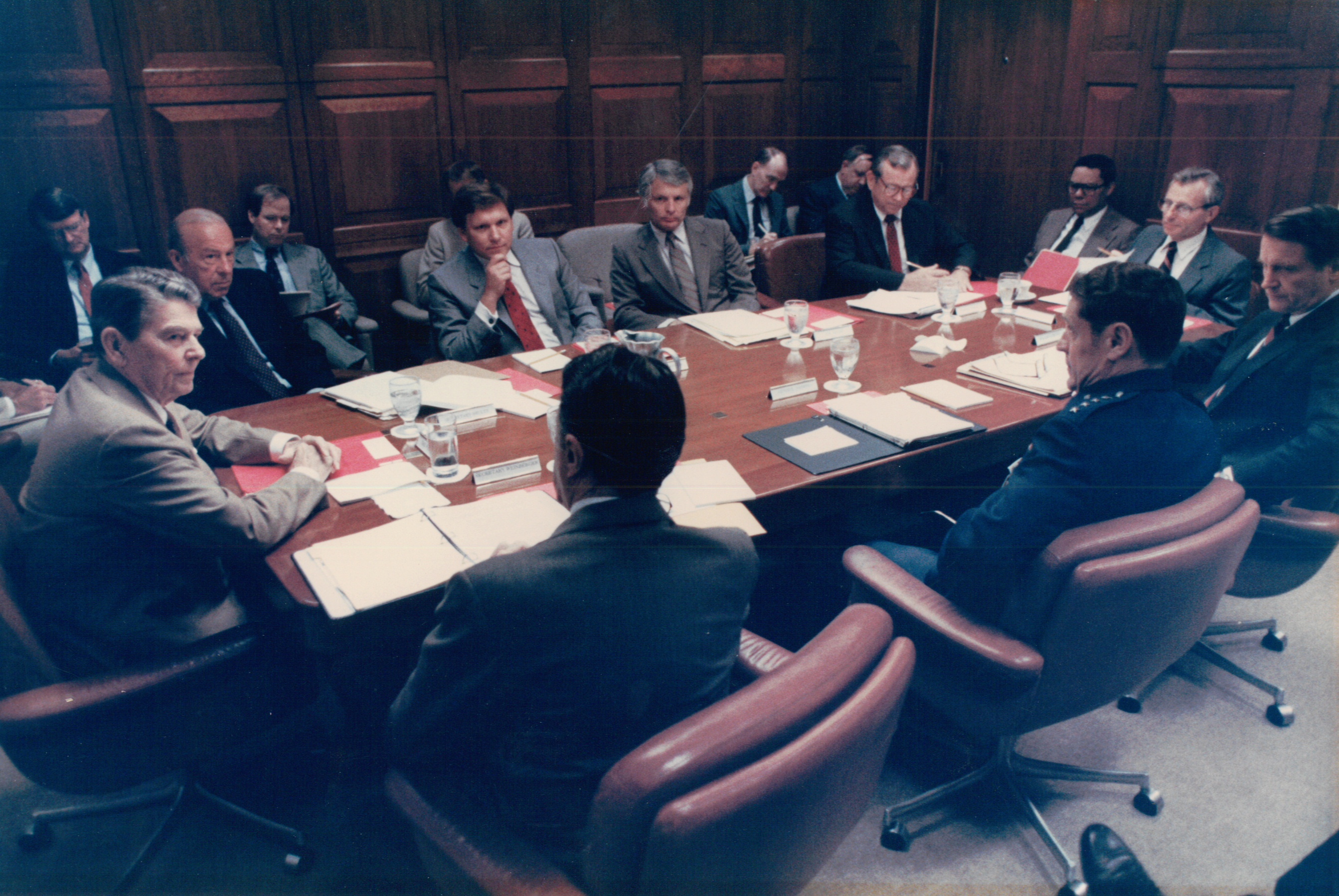
Ronald Reagan e sua equipe do conselho de segurança.

O Conselho de Segurança Nacional (National Security Council ou NSC, em inglês) é uma organização administrativa diretamente subordinada ao presidente dos Estados Unidos. Seu papel é assessorar, coordenar e, algumas vezes, provocar a ação em questões de política externa, segurança nacional e questões estratégicas em geral. O Conselho de Segurança Nacional é um ator pouco conhecido da política externa dos Estados Unidos, apesar de sua importância central nessa área.

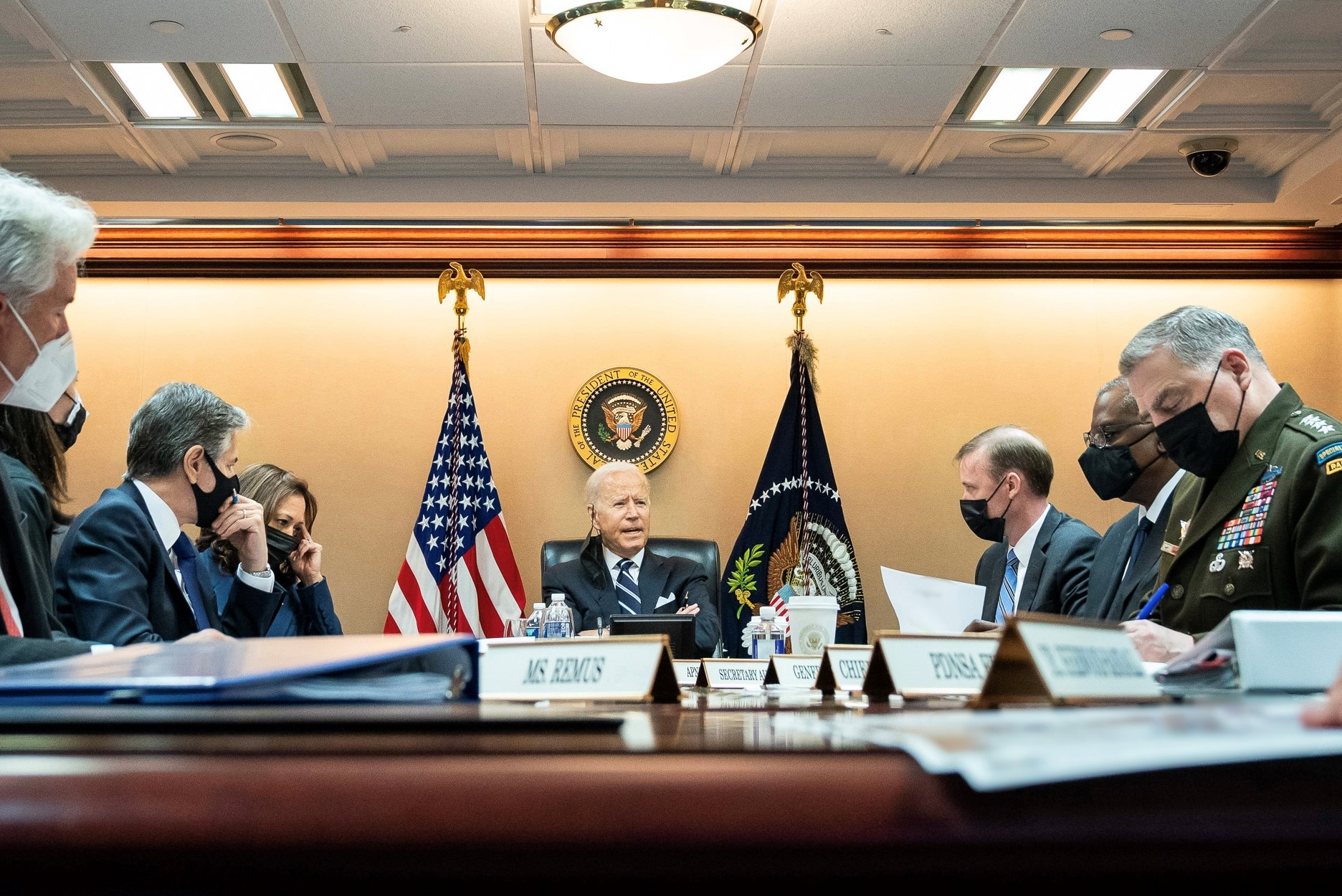
Joe Biden e sua equipe do conselho de segurança.

O conselho reúne, na forma de seu estatuto jurídico, os seguintes membros, todos oriundos do alto escalão do governo estadunidense: vice-presidente, secretário de estado (exerce função equivalente à dos ministros das relações exteriores de outros países, como o Brasil), secretário de defesa e conselheiro de segurança nacional, além do próprio presidente do país. Este último preside também o conselho, cuja administração, ao seu turno, é de incumbência do conselheiro de segurança nacional. Outros membros podem ser convidados, independentemente de prévia indicação estatutária, conforme as necessidades observadas a cada tempo.
O conselho tem por função primeira a de ser um fórum de intercâmbio voltado para o assessoramento do presidente. Como tal, a frequência de suas reuniões varia de acordo com a situação internacional e as prioridades do presidente. A administração do conselho é responsável pela preparação dessas reuniões gerais. Comitês interministeriais sobre temas específicos também têm lugar sob a direção do conselheiro de segurança nacional.
Nas reuniões do conselho, as decisões tomadas pelo presidente são transformadas pelo conselheiro de segurança nacional em diretivas que os participantes devem implementar. Em razão disso, o conselho se tornou um mecanismo de impulsão, coordenação e controle da implementação de decisões do presidente, reforçando o poder deste em face do Congresso dos Estados Unidos.
Ao longo do tempo e com variações em função da personalidade do conselheiro de segurança nacional, pode-se dizer que em regra o Conselho de Segurança Nacional tem se destacado como uma administração à parte, com vida própria, tornando-se assim um dos atores-chave na formulação da política externa dos Estados Unidos, competindo com o Departamento de Estado e o Departamento de Defesa.
Desde o surgimento do conselho, a estrutura administrativa liderada pelo conselheiro de segurança nacional tem dominado os outros atores da política externa estadunidense, até mesmo excedendo suas funções estatutárias para formular e implementar decisões importantes ela própria, por vezes à revelia dos parceiros de seu campo de atuação. Por outro lado, em alguns períodos o conselho perdeu influência e se reduziu a um pequeno escritório sem voz e com apenas algumas dezenas de funcionários.

## Preâmbulo
O Conselho de Segurança Nacional (NSC, na sigla em inglês) é difícil de ser compreendido por diversas razões. Primeiramente, o seu funcionamento real é baseado principalmente em estruturas que não estão previstas na lei de criação do NSC, ao mesmo tempo que os mecanismos criados pelo legislador nunca realmente funcionaram. Em segundo lugar, o termo "Conselho de Segurança Nacional" refere-se a quatro entidades: um fórum de tomada de decisão que reúne os membros de pleno direito em torno do presidente, os comitês interdepartamentais (ou interministeriais, em países lusófonos), um quadro administrativo originalmente responsável por preparar as reuniões e seu líder, o conselheiro de segurança nacional. Este último — escolhido na maior parte das vezes por sua competência e convergência de opiniões com o presidente, outras vezes por sua personalidade fraca, permitindo que outro ator domine o processo decisório da política externa — tem assumido um papel bastante variável ao longo do tempo. Por fim, o caráter por vezes informal ou secreto da tomada de decisões na área da segurança nacional nem sempre permite descrever o papel do NSC como estrutura identificada e hierarquizada.
Além disso, são frágeis os estudos existentes sobre o NSC. Ainda que baseados em documentos de segurança nacional não mais sigilosos, entrevistas com atores e abordagens teóricas, nenhum deles conseguiu fornecer uma análise global do funcionamento do NSC.